# Viscosia klatti
Viscosia klatti is een rondwormensoort uit de familie van de Oncholaimidae. De wetenschappelijke naam van de soort is voor het eerst geldig gepubliceerd in 1941 door Allgén.